# 江寧鎮駅
江寧鎮駅（こうねいちんえき）は、中華人民共和国江蘇省南京市江寧区江寧街道にある、南京地下鉄S2号線の駅である。

## 駅名
事業着手当初は南京地下鉄集団は「寧橋路駅」の仮称を用いており、2024年3月7日に「江寧鎮駅」を駅名として公示され、2024年4月15日に第一次公示のより駅名が「江寧鎮駅」に決定したことが発表された。

## 歴史
- 2025年12月S2号線の駅として開業する予定。